# Bruskînske, Velîka Oleksandrivka
Bruskînske (în ucraineană Брускинське) este localitatea de reședință a comunei Bruskînske din raionul Velîka Oleksandrivka, regiunea Herson, Ucraina.

## Demografie
Componența lingvistică a localității Bruskînske
     Ucraineană (94,5%)
     Rusă (4,13%)
     Română (1,15%)
     Alte limbi (0,23%)
Conform recensământului din 2001, majoritatea populației localității Bruskînske era vorbitoare de ucraineană (94,5%), existând în minoritate și vorbitori de rusă (4,13%) și română (1,15%).